# Robert Jackson (politico)
Sir Robert Gillman Allen Jackson (Melbourne, 8 novembre 1911 – Londra, 12 gennaio 1991) è stato un politico australiano.

## Biografia
Era il figlio di Archibald Jackson. Frequentò la Mentone Grammar School, che suo padre aveva contribuito a fondare, ma alla sua morte, lasciò l'università ed entrò nella Royal Australian Navy.

## Carriera
Trasferito alla Royal Navy nel 1937, dimostrò la sua abilità nei suoi piani per difendere Malta durante la seconda guerra mondiale. Nel 1941 venne nominato consigliere di Oliver Lyttleton.
Dopo la guerra, è stato responsabile per l'United Nations Relief and Rehabilitation Administration (UNRRA) in Europa, parte dell'Africa e in Estremo Oriente, la più grande operazione di soccorso delle Nazioni Unite. Dopo fu assistente di Trygve Lie, primo segretario generale delle Nazioni Unite, con il quale ha avuto un rapporto di lavoro scomodo, e poi tornò nel Regno Unito per lavorare presso il Tesoro prima di passare al Ministero dello sviluppo nazionale australiano.
Dal 1950 in poi, ha consigliato ai governi di India e Pakistan, e nel 1962 si recò alle Nazioni Unite come consulente di Paul Hoffman dell'United Nations Development Programme (UNDP), consulenza in materia di assistenza tecnica, logistica e pre-investimento per i paesi in via di sviluppo.

## Matrimonio
Nel 1950 sposò Barbara Ward. La coppia ebbe un figlio:
- Robert (1956)

La coppia si separò nel 1970.

## Morte
Morì il 12 gennaio 1991 a Londra per un ictus.